# Lumle
Lumle (Nepali दाङसिङ) ist ein Dorf und ein Village Development Committee (VDC) im Distrikt Kaski der Verwaltungszone Gandaki in Zentral-Nepal.
Das VDC Lumle erstreckt sich über einen südlichen Ausläufer des Annapurna Himal entlang dem östlichen Flussufer des Modi Khola. Nayapul, ein Ortsteil von Lumle, liegt an der Straße (Baglung Rajmarg) zwischen Pokhara und Baglung. 

## Einwohner
Das VDC Lumle hatte bei der Volkszählung 2011 4258 Einwohner (davon 1910 männlich) in 1056 Haushalten.

## Dörfer und Weiler
Lumle besteht aus mehreren Dörfern und Weilern. 
Die wichtigsten sind:
- Bhichok (1490 m ⊙)
- Chandrakot (1570 m ⊙)
- Landruk (1650 m ⊙)
- Lumle (1570 m ⊙)